# Coris (állatnem)

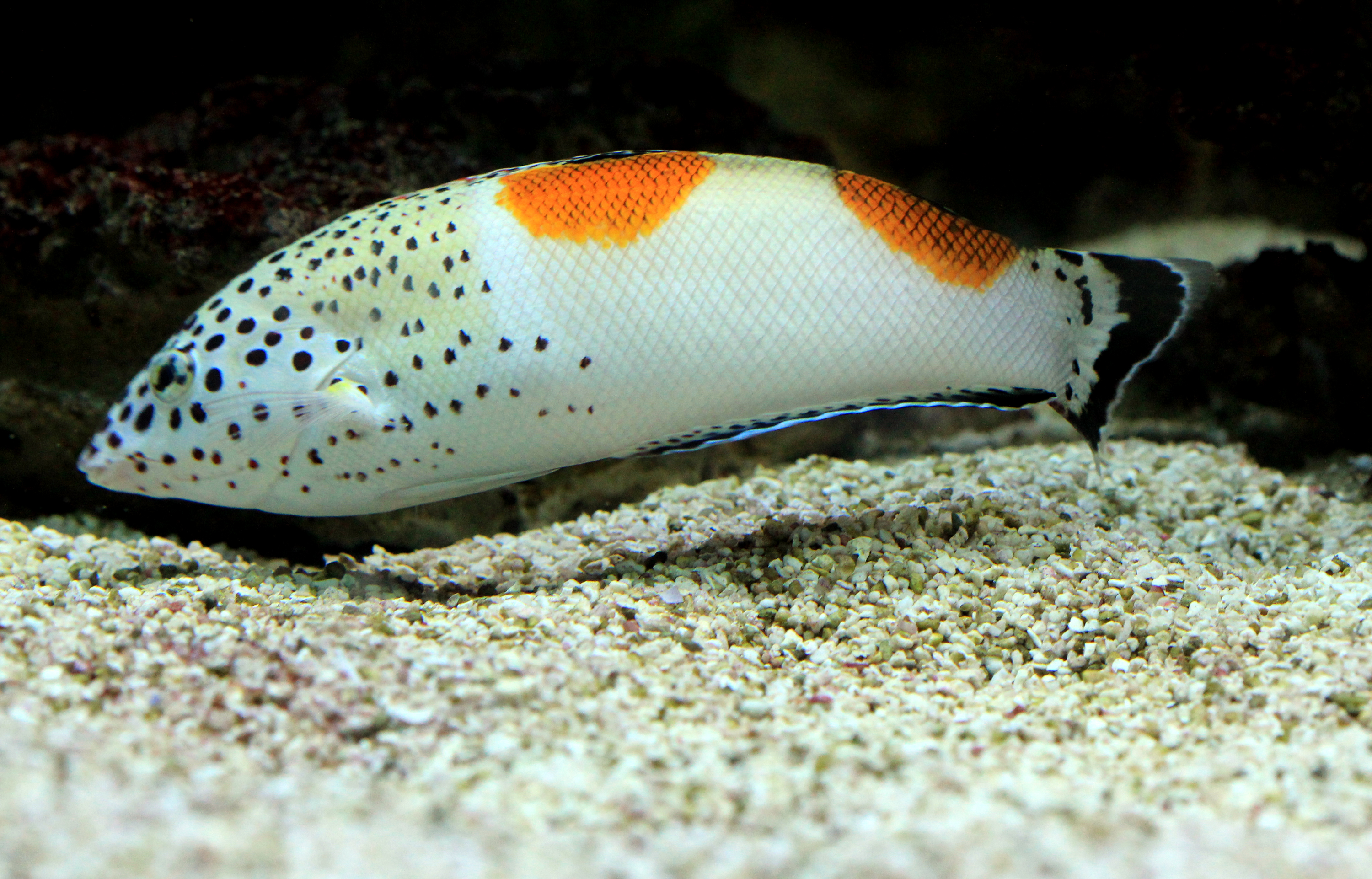
Coris aygula

A Coris a sugarasúszójú halak (Actinopterygii) osztályának sügéralakúak (Perciformes) rendjébe, ezen belül az ajakoshalfélék (Labridae) családjába tartozó nem.

## Rendszerezés
A nembe az alábbi 27 faj tartozik:
- Coris atlantica Günther, 1862
- Coris auricularis (Valenciennes, 1839)
- Coris aurilineata Randall & Kuiter, 1982
- Coris aygula Lacepède, 1801 - típusfaj
- Coris ballieui Vaillant & Sauvage, 1875
- Coris batuensis (Bleeker, 1856)
- Coris bulbifrons Randall & Kuiter, 1982
- Coris caudimacula (Quoy & Gaimard, 1834)
- Coris centralis Randall, 1999
- Coris cuvieri (Bennett, 1831)
- Coris debueni Randall, 1999
- Coris dorsomacula Fowler, 1908
- Coris flavovittata (Bennett, 1828)
- Coris formosa (Bennett, 1830)
- Coris gaimard (Quoy & Gaimard, 1824)
- Coris hewetti Randall, 1999
- szivárványhal (Coris julis) (Linnaeus, 1758)
- Coris latifasciata Randall, 2013
- Coris marquesensis Randall, 1999
- Coris musume (Jordan & Snyder, 1904)
- Coris nigrotaenia Mee & Hare, 1995
- Coris picta (Bloch & Schneider, 1801)
- Coris pictoides Randall & Kuiter, 1982
- Coris roseoviridis Randall, 1999
- Coris sandeyeri (Hector, 1884)
- Coris variegata (Rüppell, 1835)
- Coris venusta Vaillant & Sauvage, 1875

## Megjelenésük a szépirodalomban
- A Coris julis nevű fajának könnyed nyelvezetű, mérsékelten tudományos bemutatása olvasható Móra Ferenc Monte-carlói típusok című elbeszélésében (megjelent a Túl a Palánkon című kötetben).